# Fernando de la Quadra Salcedo
Fernando de la Quadra Salcedo y Arrieta Mascarua 3. markiz de los Castillejos (ur. w 1890 w Güeñes, zm. 25 września 1936 w Bilbao) – hiszpański szlachcic, prawnik i historyk. Członek Królewskiej Akademii Historii, dyrektor Instytutu Heraldycznego Bilbao. Autor licznych dzieł o tematyce historycznej, zwłaszcza z dziedziny genealogii.